# Corner de Ferruzzi en 1989 sur le soja à Chicago
Le Corner de Ferruzzi en 1989 sur le soja à Chicago est le plus gros corner (finance) depuis celui des frères Hunt sur l'argent une décennie plus tôt . Il est resté célèbre car le Chicago Board of Trade a décidé de renforcer ses règles en interdisant à toute société de contrôler plus de 600 contrats qui expirent au cours du même mois, soit onze fois ce que détenait le groupe italien Ferruzzi, qui a ensuite poursuivi le CBOT en justice, puis a été emporté quatre ans plus tard dans une faillite jugée scandaleuse car liée à des financements de partis politiques italiens. 

## Histoire
L'entreprise créée en 1948 par Serafino Ferruzzi est spécialisée dans le commerce des céréales et construit des silos de stockage dans les plus grands ports d'Italie puis s'implante directement en Argentine et aux États-Unis pour progressivement devenir l'une des plus importantes sociétés de trading au monde avec une branche spécialisée dans la production d'oléagineux, l'Italiana Olii e Risi. Le 10 décembre 1979, Serafino Ferruzzi meurt dans un accident à bord de son avion privé, son gendre Raul Gardini lui succède et lance une politique d'acquisition continue en prenant le contrôle des principaux producteurs de sucre italiens, avec Eridania et le français Sugar Beghin Say.
En 1987, c'est l'amidon américain et en 1988 l'achat de Central Soya et Leiseur Koipe dans la transformation du soja produit dans les fermes détenues en Argentine. Une sécheresse en Argentine, causant une mauvaise récolte, le groupe a commencé à reconstituer des stocks de précaution dès le début de l'année 1988. Il a ainsi accumulé 30 millions de boisseaux en 18 mois.
À la mi-mai 1989, le régulateur des marchés à terme américains, la Commodity Futures Trading Commission (CFTC) et le Chicago Board of Trade ont commencé à s'inquiéter de l'accumulation par Ferruzzi de grandes quantités de contrats sur le soja livrable en mai. Ils lui ont demandé de clarifier ses intentions et de liquider ses positions. Dans un communiqué, Ferruzzi a confirmé avoir accumulé des positions sur le marché à terme mais explique que c'est pour « assurer les opérations de ses usines, y compris celles de Central Soya et ses engagements à l'exportation, à destination de l'Union soviétique ». L'italien a pu continuer à accumuler ces  positions car il a obtenu une exemption sur les limites imposées par la CFTC, ensuite retirée dès l'expiration du contrat, le 20 mai.
Au 30 juin 1989, Feerruzzi contrôlait à nouveau des contrats pour 23,6 millions de boisseaux de soja, soit 40,8% du total de la position ouverte sur le CBOT. Les négociations ont continué avec ce dernier, mais la position ouverte était encore de 6943 contrats à seulement neuf jours de l'expiration du contrat de livraison pour juillet. Chaque contrat représente 5000 boisseaux de blé (soit 5000 fois 27,21 kg, environ 135 tonnes). Il restait donc à trouver environ un million de tonnes de blé en neuf jours, à moins que cette position ne s'efface et immédiatement après la clôture du 11 juillet 1989. La position ouverte représente 35 millions de boisseaux, alors que les deux grands entrepôts du CBOT, à Toledo et Chicago ne totalisent que 13 millions de boisseaux.
La CFTC a donc mis fin à l'exemption dont bénéficiait le groupe italien également pour le contrat sur juillet et l'en a informé. Le Chicago Board of Trade a décidé de renforcer ses règles en interdisant à toute société de contrôler plus de 600 contrats qui expirent au cours du même mois, soit onze fois la position ouverte alors sur le marché. Le CBOT a ainsi ordonné à tous les participants importants au marché de liquider leurs positions au cors des cinq jours de négociation restant, après six semaines de contacts fréquents entre le CBOT, la CFTC, et Ferruzzi. À la clôture du 12 juillet sur le CBOT, le contrat juillet a perdu 5,4% à 6,86 dollars par boisseau.
Ferruzzi a porté plainte contre le CBOT comme l'avait fait Nelson Bunker Hunt une décennie plus tôt après l'effondrement des cours de l'argent sur le Comex de New York. Des agriculteurs ont aussi lancé des poursuites judiciaires contre le CBOT, accusant ses administrateurs de conflit d'intérêts.
En juin 1991, d'une manière tout à fait inattendue, Raul Gardini a été évincé de toutes les positions qu'il détenait dans la société du groupe, remplacé par Arturo Ferfin Ferruzzi, fils de Serafino Ferruzzi. En 1993, la crise financière du groupe a conduit à l'implication  de nombreux dirigeants du groupe dans des enquêtes de justice, parmi lesquels Sergio Cusani, Giuseppe Garofano et Carlo Sama. Raul Gardini s'est suicidé en juillet 1993 lorsque son arrestation était imminente.